# Trehörningarna, Dalarna
Trehörningarna är en sjö i Hedemora kommun i Dalarna och ingår i Dalälvens huvudavrinningsområde.